# Hjulsta
Hjulsta - stacja sztokholmskiego metra, położona w Sztokholmie, w dzielnicy Spånga-Tensta, na osiedlu Tensta. Jest to stacja końcowa niebieskiej linii T10. Dziennie korzysta z niej około 2 400 osób.
Stacja położona jest pod Hjulstaskolan, przy Hjulsta backar i Hjulsta torg. Otwarto ją 31 sierpnia 1975 jako 87. stację, posiada jeden peron z dwoma krawędziami.
Prace o różnej tematyce na stacji wykonali m.in.: Christina Rundaqvist-Andersson (Sjöfåglar), Olle Magnusson (Sista skörden i norra Botkyrka) i Ruth Rydfeldt (Landbyska verken vid Engelbrektsplan år 1890).

## Czas przejazdu
| Linia | Stacja          | Czas przejazdu | Stacja                                 | Czas przejazdu       |
| T10   | Kungsträdgården | 22 min         | Västra skogen Fridhemsplan T-Centralen | 14 min 17 min 20 min |

## Otoczenie

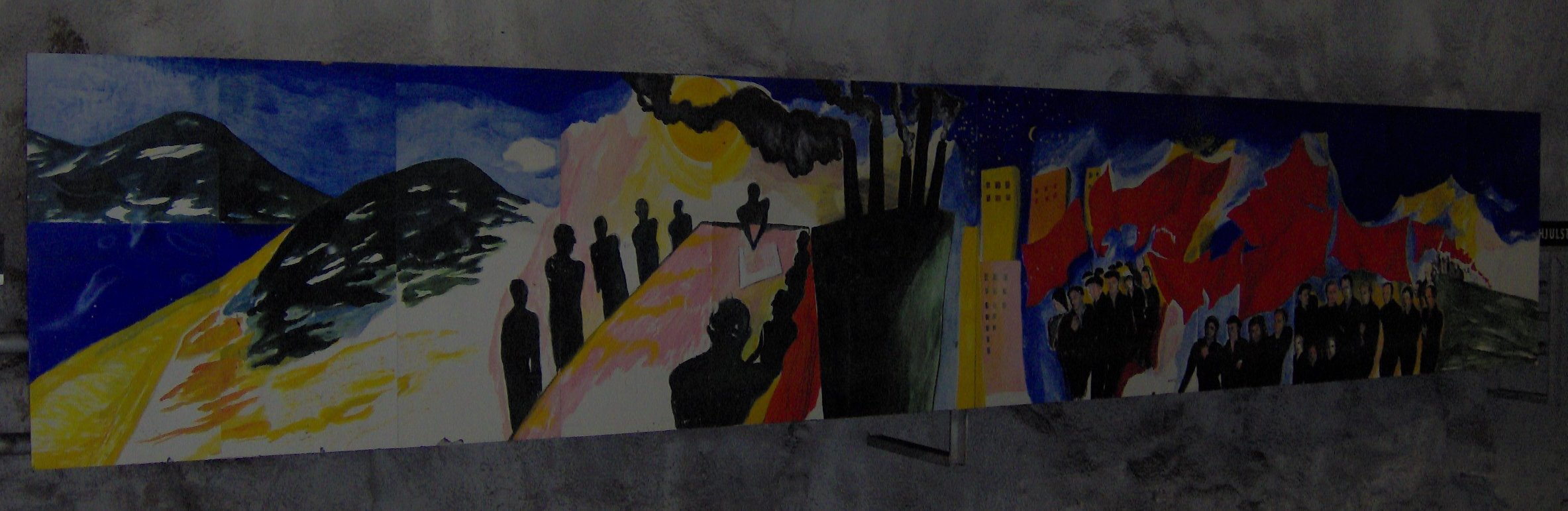

W pobliżu stacji znajdują się:
- Hjulsta skolan
- Hyllingeskolan
- MKFC-Stockholm folkhögskola
- Hjulsta bollplan